# Бесчастнов, Олег Алексеевич
Оле́г Алексе́евич Бесча́стнов (род. 22 февраля 1989, Тольятти, Самарская область) — российский спидвейный гонщик. Пятикратный чемпион России по спидвею в командном зачёте, чемпион в парном зачёте.

## Биография
Родился в Тольятти 22 февраля 1989 г. Является воспитанником тольяттинской школы спидвея. С 2003 г. выступал в составе «Мега-Лады» на юношеских соревнованиях, с 2006 г. — на юниорских и взрослых соревнованиях.
С 2006 г. участвует в розыгрыше КЧР. Первая в КЧР — «Турбина» — «Мега-Лада» 9 мая 2006 г. Первый заезд: 3. Кузин, Кургускин, Бесчастнов, Тихонов (п/и) — 3:3, итого за гонку 4+2 (1, 2*, 1*), победа «Мега-Лады» 41:49.
В составе «Мега-Лады» стал пятикратным чемпионом страны — в сезонах 2006—2008 и 2013—2014. Наивысшее достижение в личном зачете — 5 место в 2011 г.
В 2013 г. провёл заезд в гонке польской Экстралиги за клуб «Влукняж Ченстохова» против «Унии Лешно» — 1. Холта, Балински,Зенгота, Бесчастнов — 3:3, итого за гонку 0 (0), победа «Унии» 40:50.
Перед сезоном 2015 г. принял участие в многоэтапном чемпионате Аргентины по спидвею.
В сезоне 2016 г. ушёл в балаковскую «Турбину».

### Среднезаездный результат
| Лига        | 2006            | 2007            | 2008            | 2009            | 2010            | 2011            | 2012            | 2013            | 2014            | 2015            | 2016          |
| ----------- | --------------- | --------------- | --------------- | --------------- | --------------- | --------------- | --------------- | --------------- | --------------- | --------------- | ------------- |
| Флаг России | 1,103 Мега-Лада | 1,462 Мега-Лада | 1,000 Мега-Лада | 0,724 Мега-Лада | 1,743 Мега-Лада | 1,519 Мега-Лада | 1,467 Мега-Лада | 1,538 Мега-Лада | 2,000 Мега-Лада | 1,130 Мега-Лада | 0,962 Турбина |
| (E)         | -               | -               | -               | -               | -               | -               | -               | 0,000 Влукняж   | -               | -               | -             |

## Достижения
| - Чемпионат России по спидвею среди юношей в личном зачёте — 3 место (2003 — в зачёте 80cc, 2005 — в зачете 125сс), 2 место (2006 — в зачете 125сс) в командном зачёте — 2 место (2005), 3 место (2006) - Чемпионат России по спидвею среди юниоров до 19 лет: в личном зачёте — 3 место (2007) - Чемпионат России по спидвею среди юниоров до 21 года: в командном зачёте — 2 место (2007, 2009), 3 место (2008, 2010) в парном зачёте — 1 место (2009), 2 место (2006, 2010) - Чемпионат России по спидвею в командном зачёте — 1 место (2006, 2007, 2008, 2013, 2014), 2 место (2012, 2016), 3 место (2009, 2010, 2011, 2015) в парном зачёте — 1 место (2012), 2 место (2015), 3 место (2013) | На международных соревнованиях Юниорские соревнования ЛЧЕЮ — 10 место в ½ финала (2007), 11 место в ½ финала (2008) КЧЕЮ — 2 место в полуфинале (2008) Взрослые соревнования ЛЧЕ — 17 место в ¼ финала (2007), 7 место в ¼ финала (2011), 7 место в ½ финала (2012), 25 место (2013, участвовал в 1 из 4 этапов в качестве резерва трека) Гран-При Челлендж 2011 — 11 место в ¼ финала |  |

## Прочие соревнования
- Мемориал Евгения Леошкина — 3 место (2010, личные, Балаково)
- Мемориал Рината Марданшина — 3 место (2010, 2014, личные, Октябрьский)
- Мемориал Александра Баскакова — 2 место (2010, личные, Салават)
- Кубок МФР — 1 место (2013, личные, Новосибирск)
- Мемориал Владимира Пазникова — 1 место (2013, личные, Новосибирск)
- Мемориал Анатолия Степанова — 2 место (2014, личные, Тольятти)
- Открытый личный чемпионат Аргентины — 2 место (2015)